# Anua coronata
Thyas coronata là một loài bướm đêm trong họ Erebidae.

## Hình ảnh

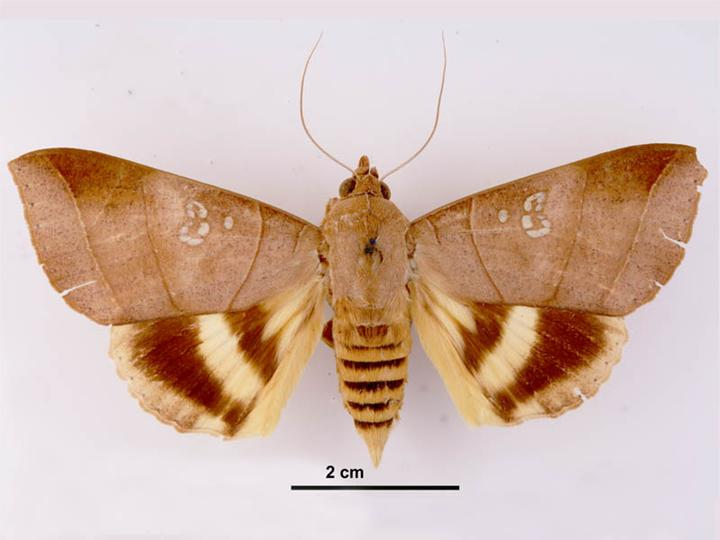
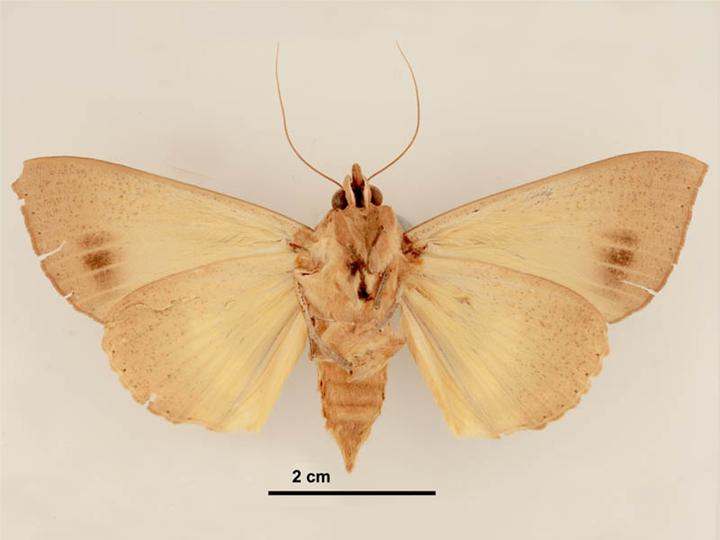
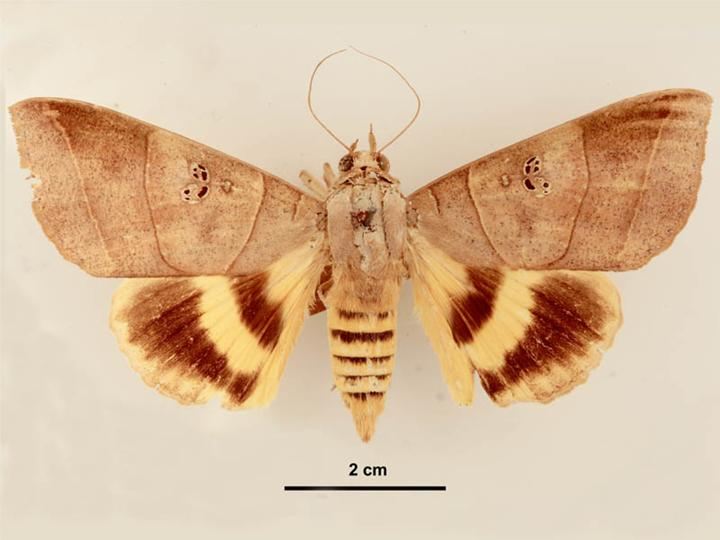
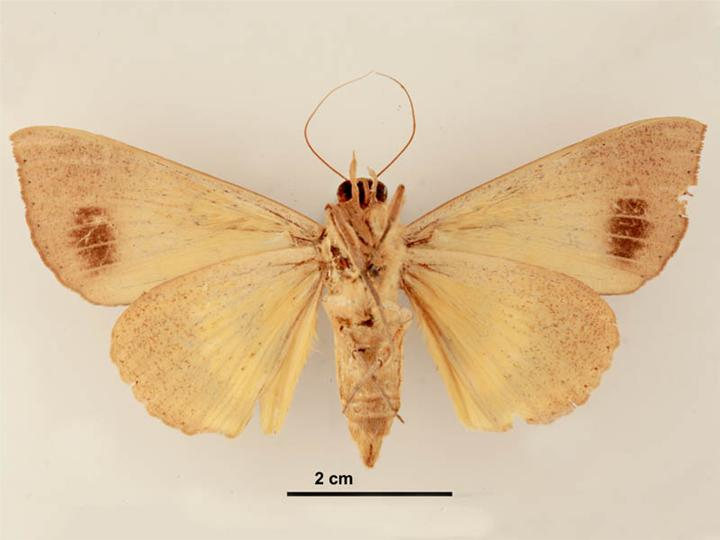